# تری کرسیل فسفات
تری کرسیل فسفات (به انگلیسی: Tricresyl phosphate) با فرمول شیمیایی C21H21O4P یک ترکیب شیمیایی است. که جرم مولی آن ۳۶۸٫۳۷ گرم بر مول می‌باشد. شکل ظاهری این ترکیب، مایع بی‌رنگ است.